# Actinodoria argentea
Actinodoria argentea är en tvåvingeart som beskrevs av Thompson 1964. Actinodoria argentea ingår i släktet Actinodoria och familjen parasitflugor. Inga underarter finns listade i Catalogue of Life.